# Куприянова, Пелагея Ивановна
Пелагея Ивановна Куприянова — советский хозяйственный, государственный и политический деятель. Депутат Верховного Совета СССР 3-го созыва

## Биография
Родилась в 1918 году в чувашской семье в деревне Тарханы (ныне — Батыревского района Чувашии). Член ВКП(б).
Выпускница Батыревского педучилища. С 1937 года — на хозяйственной, общественной и политической работе. В 1937—1968 гг. — учительница Бахтигильдинской семилетней школы, Шаймурзинской семилетней школы, участница Великой Отечественной войны, санитарка эвакогоспиталя, учительница Сигачинской семилетней школы Батыревского района Чувашской АССР, учительница Тарханской средней школы.
Избиралась депутатом Верховного Совета СССР 3-го созыва.
Умерла в 1993 году в Тарханах.